# Geografia Austrii

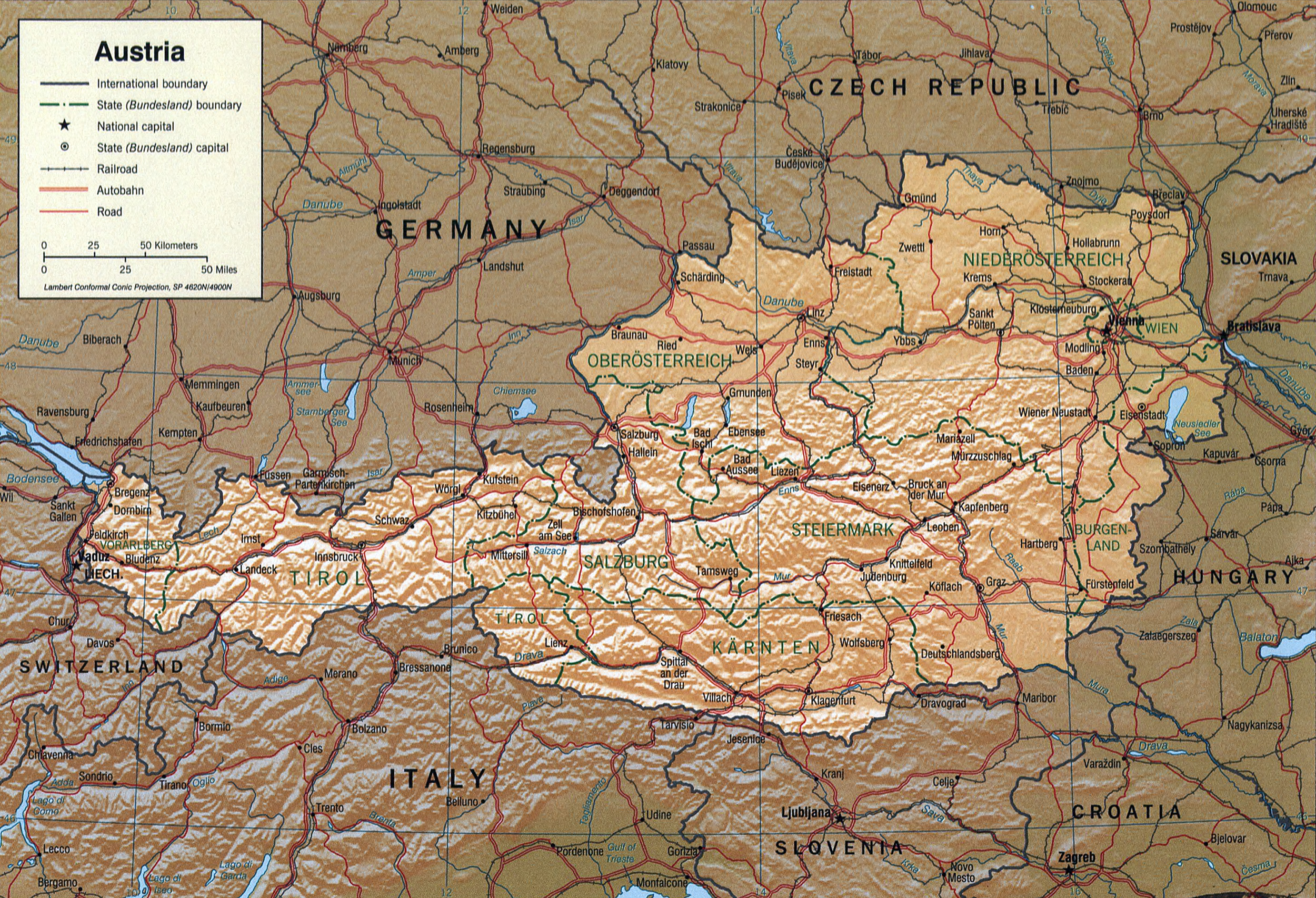
Szczegółowa mapa Austrii

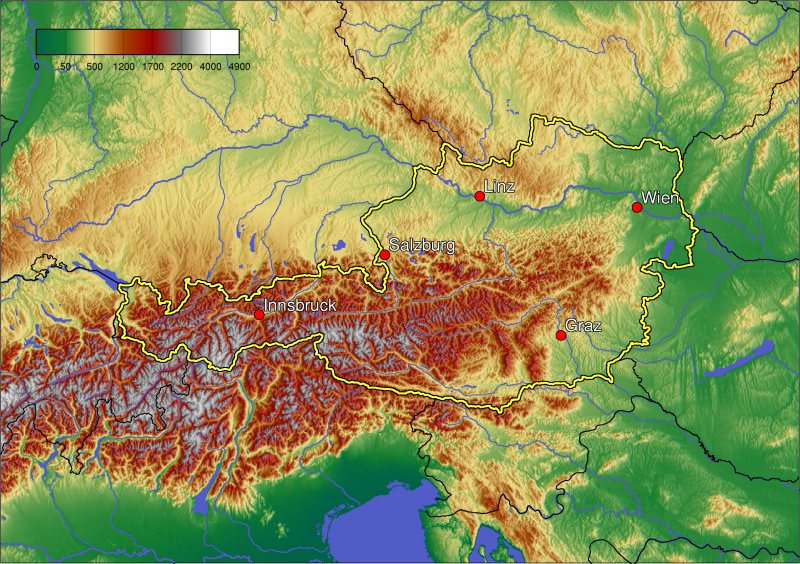
Mapa topograficzna Austrii

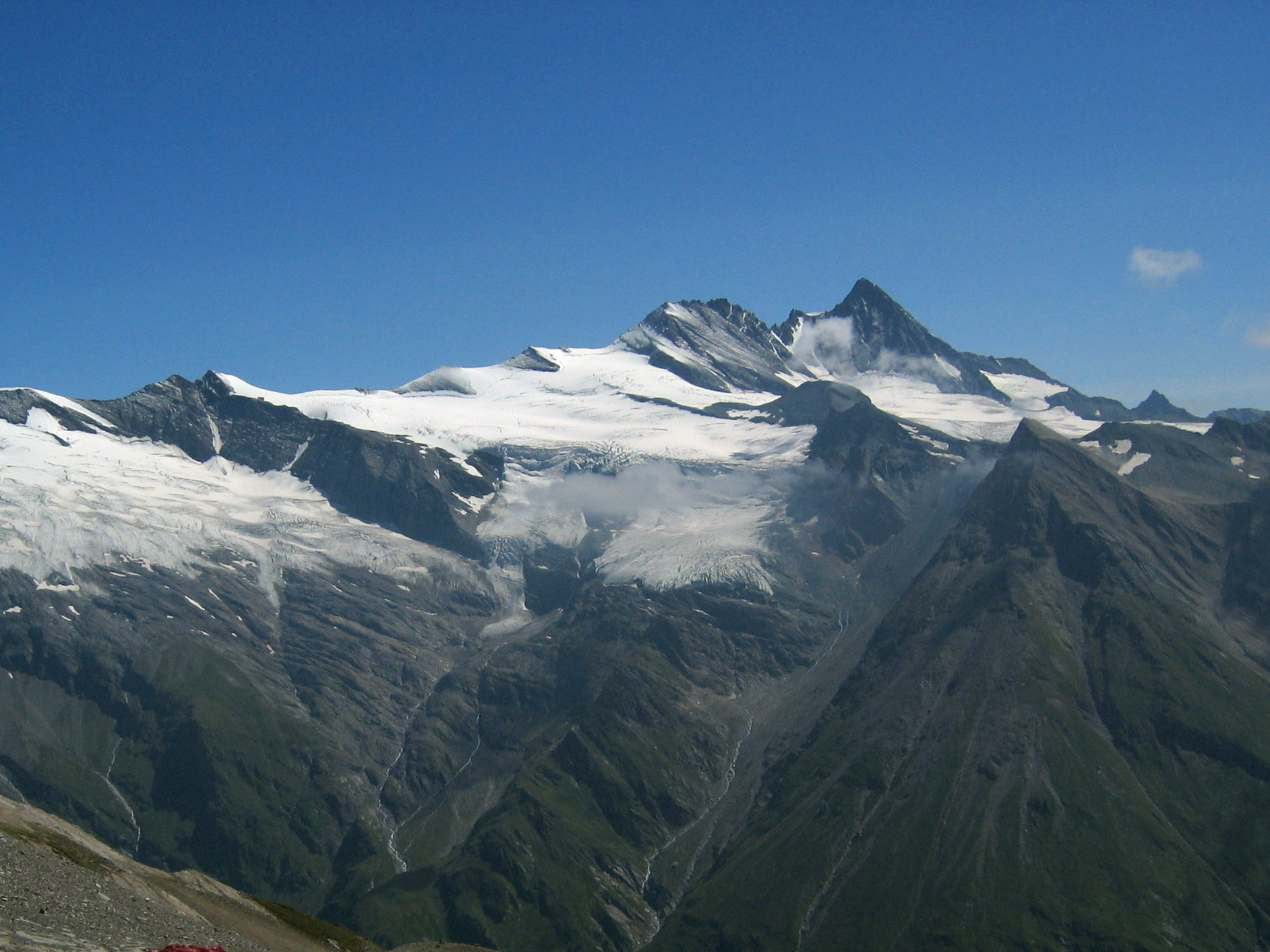
Großglockner – najwyższy szczyt kraju

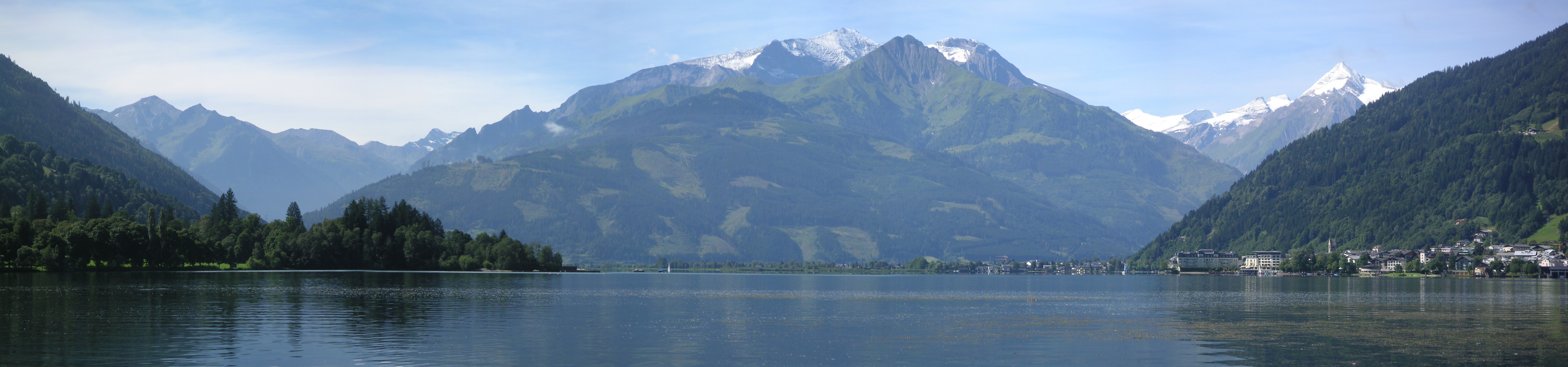
Zell am See, Salzburg

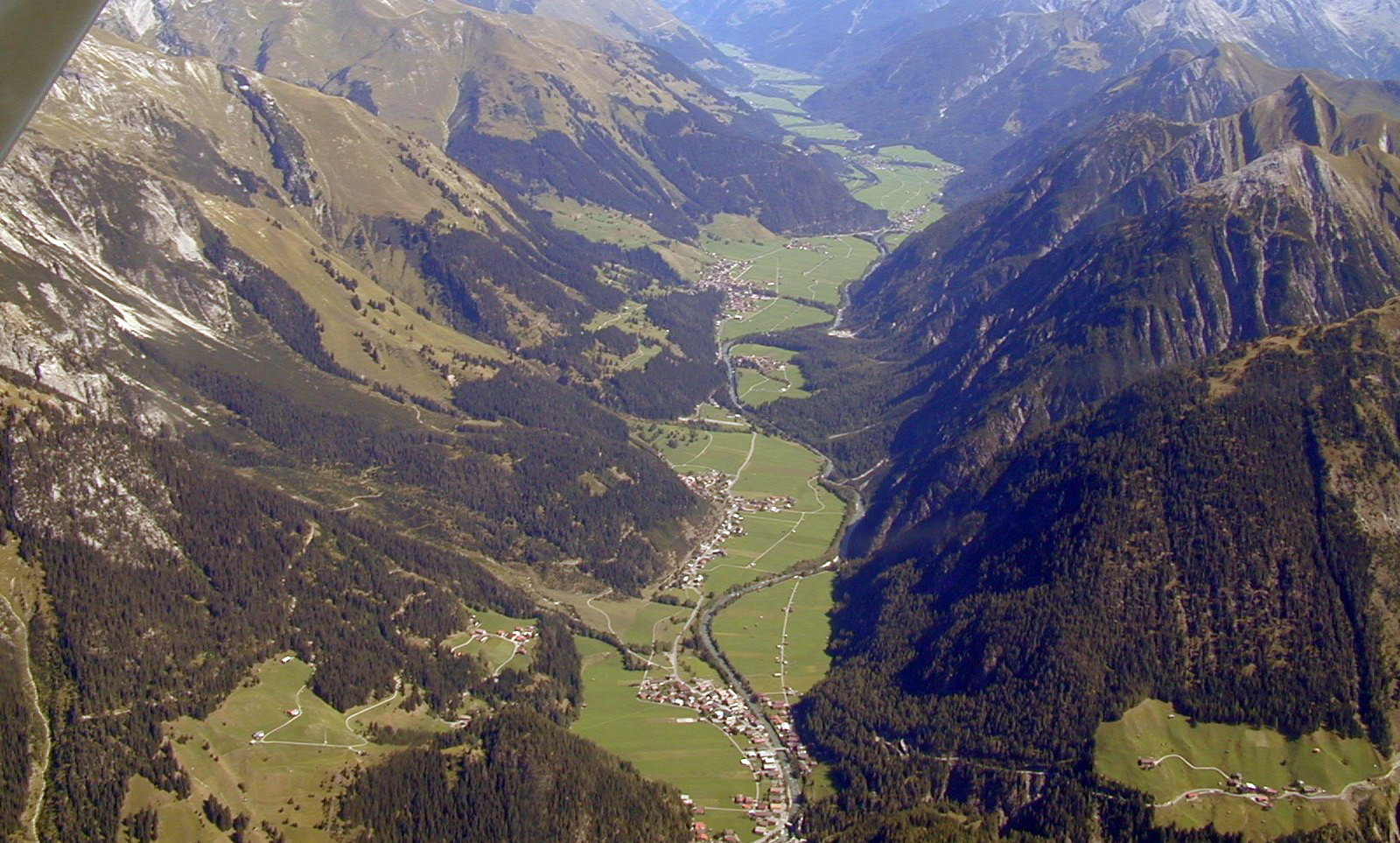
Dolina rzeki Lech

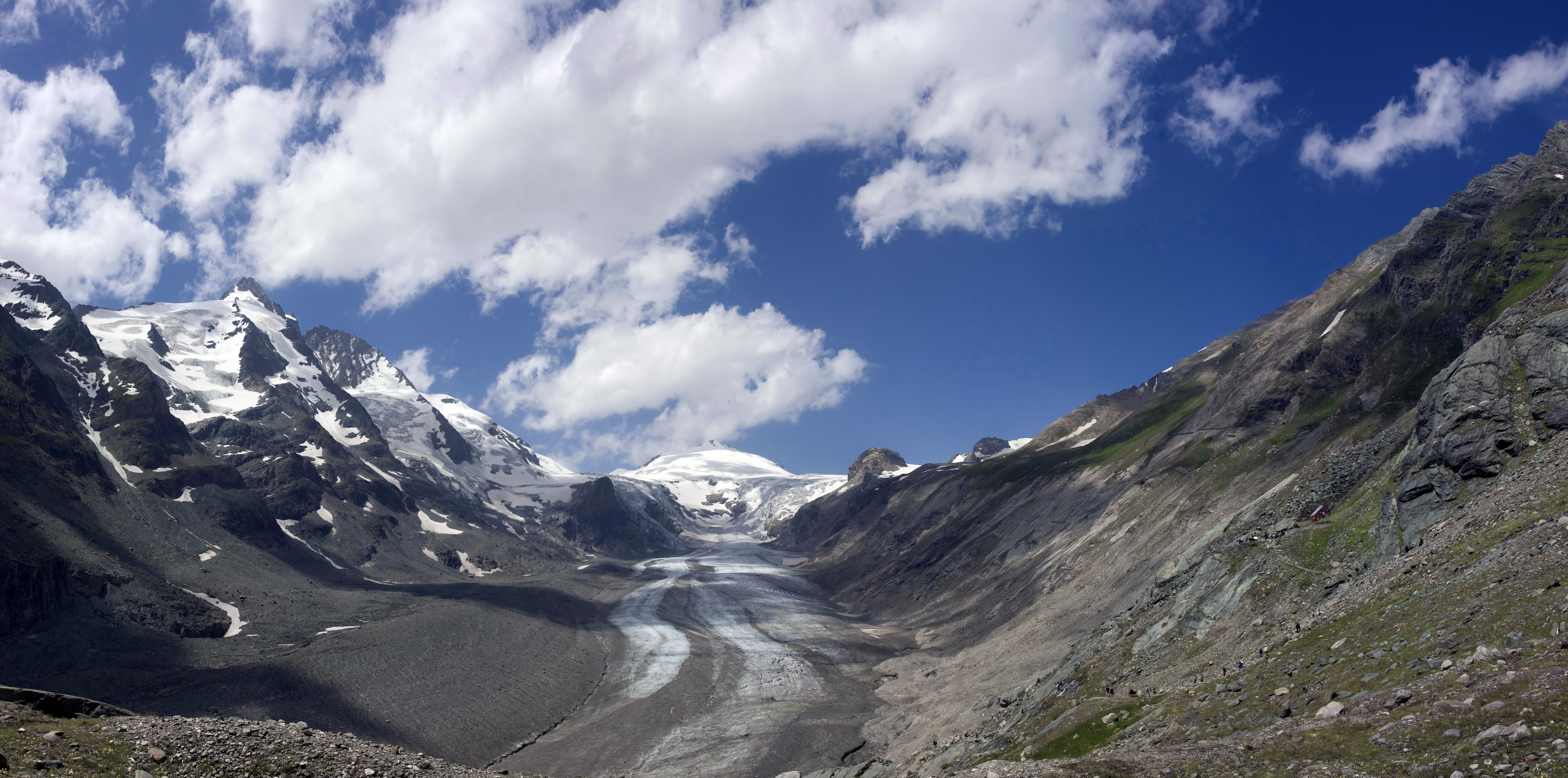
Lodowiec Pasterze

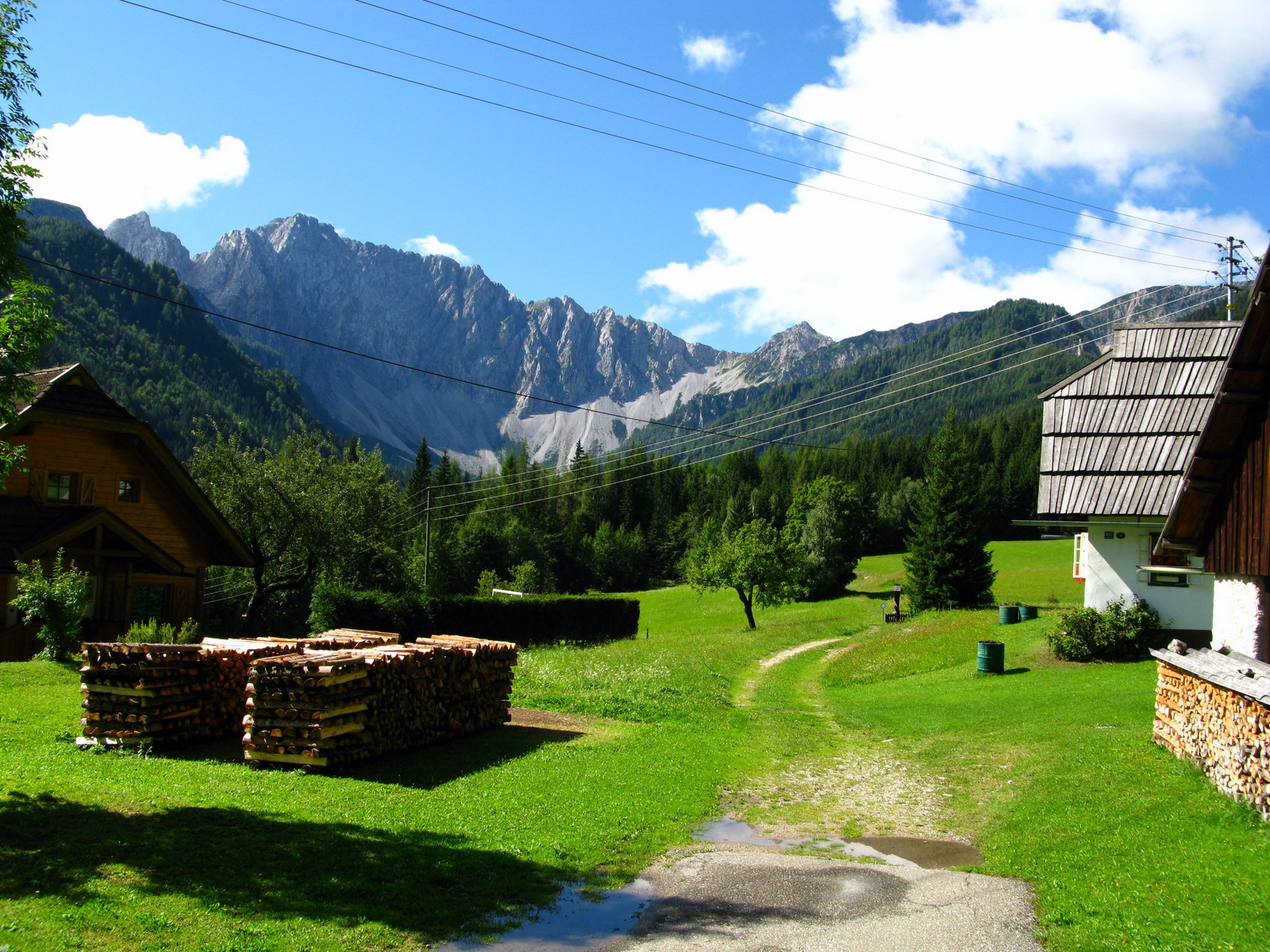
Dolina Bodental

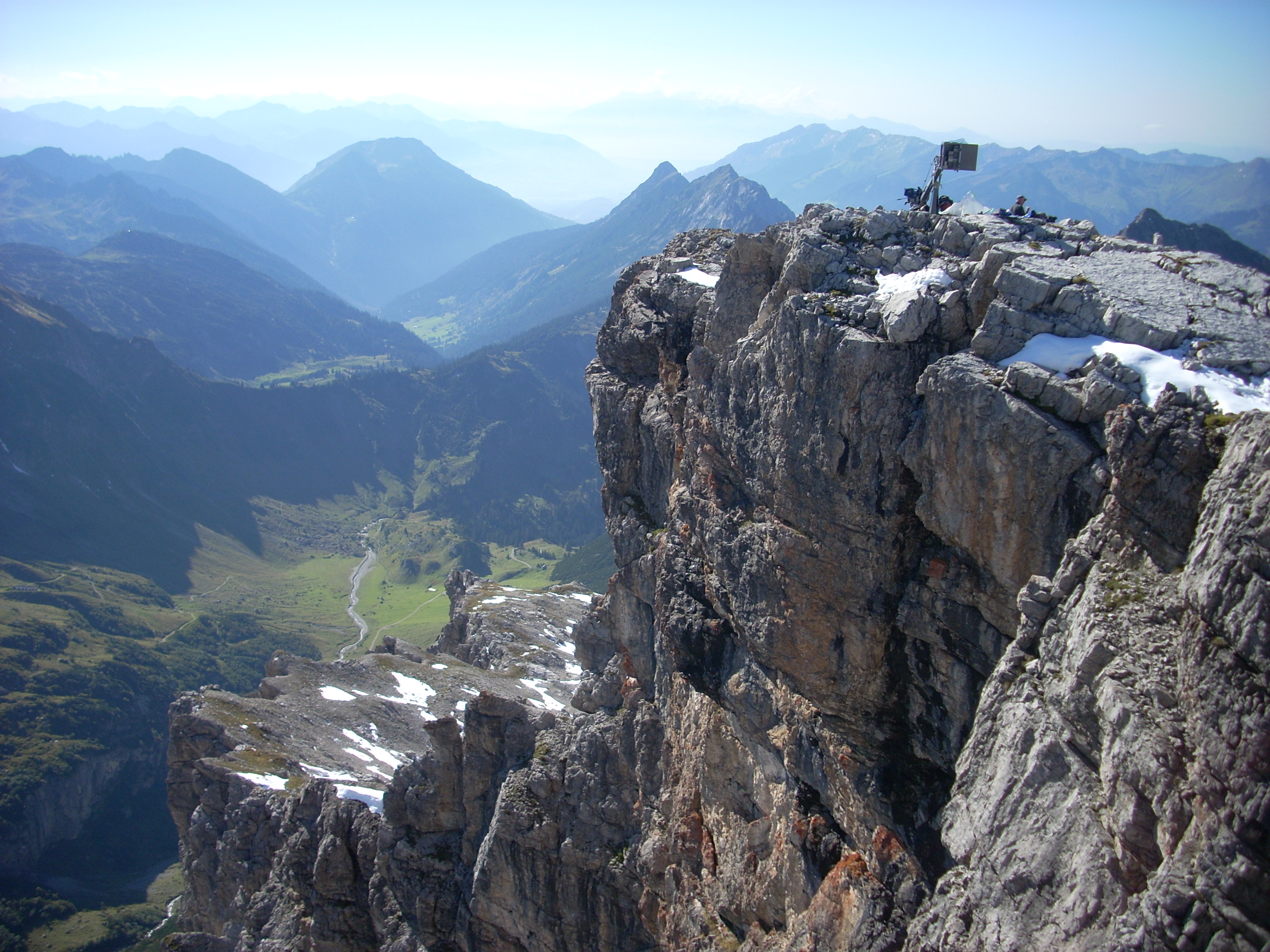
Widok na Lechquellengebirge z Misthaufen

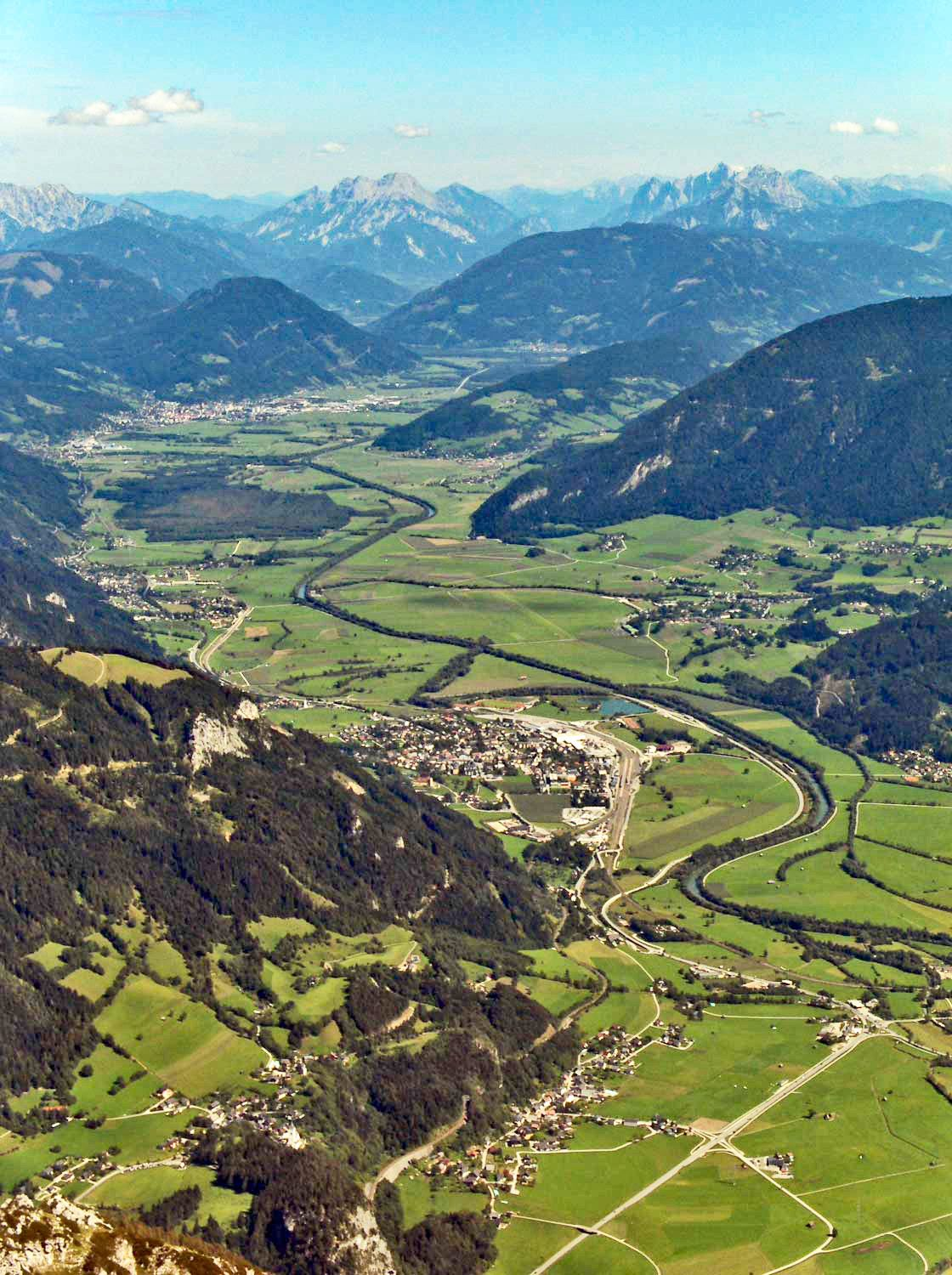
Dolina Anizy

Austria jest krajem położonym w południowej części Europy Środkowej, nie posiada dostępu do morza. Dwie trzecie zajmują Alpy, obejmujące przedgórze alpejskie na północy i na południu oraz wysokie Alpy Wschodnie w centrum. Stolicą i największym miastem jest liczący 1,897 miliona (2019) mieszkańców Wiedeń. Miasto to leży nad Dunajem, rzeką przecinającą całą Austrię z zachodu na wschód. Jest też obok Innsbrucka (stolicy Tyrolu) i Salzburga (stolicy kraju związkowego Salzburg) najczęściej odwiedzanym przez turystów miastem Austrii. Na naddunajskiej nizinie skupia się większość ludności kraju.
Współczesna Austria zajmuje zaledwie 12,5% powierzchni dawnych Austro-Węgier. Austria należy do Unii Europejskiej od 1995 roku, a jej walutą jest euro. Kraj jest podzielony na dziewięć prowincji. Siedem z nich – Górna Austria, Dolna Austria, Styria, Karyntia, Salzburg, Tyrol i Vorarlberg – ma długie tradycje historyczne daleko poprzedzające utworzenie Republiki Austrii po I wojnie światowej. Pozostałe dwa – Wiedeń i Burgenland – powstały po roku 1918.

## Powierzchnia i granice
Powierzchnia: 83 858 km².
Skrajne punkty:
- najwyższy punkt: Großglockner 3798 m n.p.m. – 47°04′30″N 12°41′40″E/47,075000 12,694444
- najniższy punkt: Hedwighof 114 m n.p.m. – 47°52′N 16°45′E/47,866667 16,750000
- zachód: Ren, koło Bangs, Vorarlberg – 47°16′N 9°31′E/47,266667 9,516667
- wschód: w pobliżu Deutsch Jahrndorf, Burgenland – 48°00′N 17°09′E/48,000000 17,150000
- północ: Neumühlbach, Dolna Austria – 49°01′N 15°01′E/49,016667 15,016667
- południe: przełęcz Seeländer, Karyntia – 46°22′N 14°33′E/46,366667 14,550000

Rozciągłość południkowa wynosi 280 km, a równoleżnikowa 550 km.
Austria graniczy z następującymi państwami
- Szwajcaria – 164 km na zachodzie
- Liechtenstein – 35 km na zachodzie
- Niemcy – 784 km na północy
- Czechy – 362 km na północy
- Słowacja – 91 km na północnym wschodzie
- Węgry – 366 km na wschodzie
- Słowenia – 330 km na południu
- Włochy – 430 km na południu

Łączna długość granic – 2562 km

## Budowa geologiczna i rzeźba
Terytorium Austrii leży na granicy dwóch jednostek geologiczno-morfologicznych. Na północy kraju są to stare góry i wyżyny, a na południu młode góry fałdowe, wykształcone w orogenezie alpejskiej. Na północy, na pograniczu z Czechami, leży Masyw Czeski zbudowany z paleozoicznych granitów i gnejsów. Masyw Czeski jest obszarem wyżynnym, którego wysokość nad poziom morza waha się od 400 do 900 m n.p.m. Zajmujące znaczną część kraju Alpy są systemem górskim złożonym z ciągnących się równoleżnikowo łańcuchów górskich. Północne przedgórze Alp – Wyżyna Austriacka – jest zbudowane z iłów, piasków i żwirów. Obszar ten jest pochylony ku północy, w stronę ciągnącej się równoleżnikowo doliny Dunaju. Tereny te wznoszą się od 300 do 600 m n.p.m. miejscami w postaci łagodnych wzgórz, osiągając około 800 m n.p.m.
Na wschodnim pogórzu Alp leży Pogórze Styryjskie, które jest zapadliskiem tektonicznym wypełnionym osadami mórz i jezior trzeciorzędowych. Tereny te przechodzą w obszar Kotliny Panońskiej. Na północnym wschodzie Alpy kończą się, tworząc łagodny fliszowy Las Wiedeński, którego maksymalna wysokość wynosi 893 m n.p.m. Same Alpy są górotworem zbudowanym z różnych skał. Tworzą je wapienie, granity, dolomity, gnejsy i łupki. W krajobrazie alpejskim dominuje wysokogórska rzeźba, gdzie występują formy glacjalne, lodowcowe i krasowe. Przeciętna wysokość masywów alpejskich wynosi od 1000 do 2500 m n.p.m. Większość alpejskich szczytów przekracza wysokość 2500 m n.p.m. Obszary górskie Alp pocięte są głębokimi i aluwialnymi dolinami, zaś główne łańcuchy górskie, wymienione niżej, oddzielają podłużne depresje pochodzenia tektonicznego.

## Krainy fizycznogeograficzne
Austrię można podzielić na trzy nierówne regiony geograficzne. Największym z nich, zajmującym 62% powierzchni kraju, są Alpy. Oprócz tego na wschodzie częściowo w granicach Austrii leży Kotlina Panońska, a na północy znajduje się pasmo górskie Szumawa.

### Alpy
Trzy główne łańcuchy górskie Austrii: Północne Alpy Wapienne, Centralne Alpy Wschodnie i Południowe Alpy Wapienne ciągną się przez większość kraju z zachodu na wschód. Centralne Alpy Wschodnie zbudowane są głównie z granitu i są też najwyższym pasmem austriackiej części Alp. W ich skład wchodzą między innymi takie pasma jak: Alpy Ötztalskie na granicy austriacko-włoskiej, Wysokie Taury w Tyrolu Wschodnim, Salzburgu i Karyntii oraz Alpy Zillertalskie na granicy austriacko-włoskiej. Północne Alpy Wapienne, które ciągną się od Vorarlbergu przez Tyrol do Salzburga wzdłuż granicy z Niemcami i dalej przez Górną i Dolną Austrię w kierunku Wiednia, oraz Południowe Alpy Wapienne na granicy z Włochami i Słowenią zbudowane są głównie z wapieni i dolomitów. Najwyższym szczytem Austrii jest Großglockner, który osiąga wysokość 3797 m n.p.m. Austriackie Alpy są najwyższe na zachodzie kraju i z reguły im dalej na wschód, tym są niższe.

### Szumawa
Granitowy masyw Szumawy (niem. Böhmerwald) to niezbyt wysokie pasmo górskie położone na granicy z Niemcami i Czechami, na północ od doliny Dunaju. Otoczone przez niezalesione wyżyny, pasmo to zajmuje 10% powierzchni kraju. Wyróżnia się tu też grzbiet Manhartsberg, który oddziela Waldviertel od Weinviertel. Najwyższym szczytem Szumawy jest Plöckenstein o wysokości 1378 m n.p.m.

### Kotlina Panońska
Kotlina Panońska, zwana Nizina Środkowodunajską, jest obszarem nizinnym, a dokładniej zapadliskiem tektonicznym pochodzącym z trzeciorzędu. Jej zachodni kraniec znajduje się na obszarze Austrii, zajmując jej niewielką część i w kierunku zachodnim przechodzi w obszar systemu górskiego Alp.

## Antropogeografia
Około 10% powierzchni nie nadaje się do zagospodarowania. Są to tereny o charakterze wybitnie alpejskim. Niewiele ponad 40% terytorium kraju pokryte jest lasami, większość tych terenów leży w Alpach. Mniej niż jedna czwarta ziem Austrii nadaje się do zagospodarowania rolniczego. Najwięcej odpowiednich rolniczo terenów znajduje się na wschodzie kraju. Nieco ponad 20% powierzchni kraju zajmują łąki i pastwiska. Blisko połowa z nich to pastwiska położone wysoko w Alpach. Chociaż rolnictwo w rejonach górskich miało dawniej duże znaczenie ekonomiczne, obecnie funkcjonuje w większości dzięki dopłatom.
Wysokość Alp i ich powierzchnia względem terytorium Austrii powoduje, że duża część kraju nie nadaje się do zamieszkania. Łącznie tereny zagospodarowane rolniczo, komunikacyjnie oraz tereny zamieszkane zajmują około 40% (35 tys. km²) powierzchni kraju. Większość skupisk ludności leży w dolinie Dunaju oraz na nizinach i wyżynach na północ, wschód i południe od Alp. Mieszka tam w przybliżeniu ⅔ populacji Austrii.
W krajach związkowych leżących w Alpach większość ludności skupia się w dolinach rzek lub nad jeziorami, jak Bregencja nad Jeziorem Bodeńskim w Vorarlbergu, Innsbruck w dolinie on Innu w Tyrolu, Salzburg w dolinie rzeki Salzach w Salzburgu czy Klagenfurt nad jeziorem Wörthersee w Karyntii. Z reguły im większa jest dolina, tym gęściej jest zamieszkana.
Dobrym przykładem zależności między ukształtowaniem terenu a jego zamieszkaniem jest Tyrol. Jest to najbardziej górzysty kraj związkowy Austrii (niecałe 3% ziemi nadaje się pod uprawę), jest także najrzadziej zaludnionym – tereny zamieszkane stanowią tu 15% powierzchni. Z powodu swej górzystości Austria jest jednym z najrzadziej zaludnionych krajów w Europie Środkowej i Zachodniej. Gęstość zaludnienia wynosi 99,5 osoby na km², ponad dwukrotnie mniej niż w sąsiedniej Szwajcarii.
Granice Austrii nie mają zbyt wiele wspólnego z geografią terenu. Od czasu upadku cesarstwa rzymskiego Alpy i Dunaj nie wyznaczały granic politycznych. Nawet w podziale wewnętrznym Austrii granice krajów związkowych z rzadka opierają się na pasmach Alp.
Mimo swego położenia w Alpach Austria zawsze była krajem, przez który przebiegały szlaki komunikacyjne i handlowe. Dunaj od wieków łączył Europę Środkową z Półwyspem Bałkańskim, a także wschód z zachodem. Znaczenie austriackich szlaków zmalało po podziale Europy na dwa bloki po zakończeniu II wojny światowej. Po rozpadzie bloku wschodniego i otwarciu granic Austria zaczęła odzyskiwać dawną pozycję. Już w 1990 r. znacznie wzrósł ruch tranzytowy.
W austriackich Alpach znajdują się cztery przełęcze, które mają kluczowe znaczenie komunikacyjne. Pierwszą z nich jest przełęcz Semmering na granicy Dolną Austrią a Styrią i łączy Wiedeń z dolną Mürz i Mury. Ułatwia ona też dostęp do Słowenii i, przez Karyntię, do Włoch. Przełęcz Pyrhn między Górną Austrią a Styrią oraz przełęcz Tauern między Wysokimi Taurami a Niskimi Taurami w kraju związkowym Salzburg łączą dolinę Mury w Styrii z doliną Drawy w Karyntii. Drogi prowadzące przez te przełęcze są najważniejszymi liniami komunikacyjnymi. Przełęcz Pyrhn często używana jest przez turystów jadących na wakacje nad Morze Śródziemne.
Najważniejszą przełęczą tutejszych Alp jest przełęcz Brenner leżąca na granicy austriacko-włoskiej. Leży ona na wysokości 1370 m i jest jedną z najniższych przełęczy alpejskich. Droga prowadzi przez dolinę Innu i stanowi najdogodniejsze połączenie krajów na północ od Alp z południem Europy.

## Klimat
Austria znajduje się pod wpływem klimatu umiarkowanego, jednak ze względu na położenie i rzeźbę występują lokalne różnice klimatyczne. Dokładnie Austria znajduje się pod wpływem trzech typów mas powietrza. Atlantyckie na północnym zachodzie, przez co klimat charakteryzuje się niskim ciśnieniem, łagodnym powietrzem z Prądu Zatokowego oraz dużymi opadami. Ma duży wpływ na północne stoki Alp, Prealpy oraz dolinę Dunaju. Kontynentalne masy powietrza, przez co klimat charakteryzuje się niskim ciśnieniem i opadami w lecie oraz wysokim ciśnieniem i chłodnymi oraz suchymi zimami. Występuje on we wschodniej części kraju. Trzecim typem mas powietrza, są śródziemnomorskie masy, przez co klimat cechuje się wysokim ciśnieniem, małym zachmurzeniem oraz ciepłym powietrzem. Klimat ten panuje na południu kraju.
Występuje tutaj fen, ciepły i suchy wiatr znad Sahary, który przesuwając się na północ potrafi podnieść temperaturę nawet o 20 °C w krótkim czasie. Meteopaci mogą wtedy odczuwać bóle głowy, rozdrażnienie lub problemy z krążeniem. W czasie zimy nagłe pojawienie się fenu może powodować destabilizację pokrywy śnieżnej i w efekcie schodzenie lawin.
W Austrii występuje piętrowość klimatyczna. Średnie temperatury stycznia wynoszą od −1 °C na nizinnych terenach, m.in. w dolinie Dunaju, do −10 °C na obszarach górskich. Wysoko w górach temperatury zimą mogą być jeszcze niższe i osiągać −20 °C. Latem w dolinach jest ciepło i średnie wartości osiągają 20 °C lub więcej, gdy nad obszary kraju dostają się zwrotnikowe masy powietrza.
Ze względu na obecność gór, które zajmują znaczną część kraju, ilość opadów w Austrii jest wysoka. Najniższe wartości opadowe, czyli 500 mm rocznie, reprezentują obszary Morawskiego Pola. Na pozostałych terenach nisko położonych opady roczne wynoszą od 600 do 900 mm. Im wyżej, tym opady są wyższe, w najwyższych partiach gór opady roczne sięgają 2000 mm, głównie pod postacią śniegu. W niższych partiach gór opady przekraczają wartość 1000 mm i przez większą część roku są to opady deszczu.

## Wody
Niemal całe terytorium kraju należy do zlewiska Morza Czarnego i jest odwadniane przez Dunaj. Jedynie niewielkie obszary na zachodzie kraju należą do zlewiska Renu, a co za tym idzie, do Morza Północnego (Ocean Atlantycki). Największe rzeki Austrii mają swoje źródła poza granicami kraju. Główną rzeką kraju jest Dunaj, który ma swoje źródła w pobliżu Donaueschingen, w południowo-zachodnich Niemczech. Zanim ujdzie do Morza Czarnego przepływa przez Austrię. Jest to jedyna duża rzeka europejska, która płynie z zachodu na wschód. Znaczenie tej rzeki jako szlaku komunikacyjnego zawsze było bardzo duże, a po wybudowaniu kanału Ren–Men–Dunaj (w 1992 roku) jeszcze się zwiększyło. Kanał ten łączy bowiem Morze Czarne z Morzem Północnym. Głównymi dopływami Dunaju na obszarze Austrii są Inn z Salzachem, Aniza (niem. Enns), Drawa z Murą i Morawa (na granicy z Czechami). Rzeki w Austrii są powszechnie wykorzystywane w hydroenergetyce.
W Austrii liczne są jeziora. Te większe mają pochodzenie lodowcowe i znajdują się przy granicach państwa. Największym jest Jezioro Bodeńskie o powierzchni 539 km², które znajduje się też częściowo w obrębie Szwajcarii i Niemiec. Drugim co do wielkości akwenem jest Jezioro Nezyderskie o powierzchni 152 km², które znajduje się w obrębie Austrii i Węgier. W głębi kraju leżą dwa pojezierza, jedno w krainie Salzkammergut, gdzie największym jeziorem jest Atter o powierzchni 46 km². Drugie pojezierze leży w Karyntii, gdzie największym akwenem jest jezioro Wörther o powierzchni 19 km². Pojezierza te stanowią ważny region turystyczny kraju. W górach występują liczne lodowce, o długości nawet do 10 km.

## Gleby
Austriackie gleby są przeważnie mało i średnio urodzajne. W niższych partiach gór występują gleby brunatne, bielicowe i rędziny, które są podatne na erozję. Dużą część kraju ze względu na rzeźbę pokrywają gleby inicjalne, rankery i obszary bezglebowe, które są typowe dla terenów wysokogórskich. Na północnym wschodzie kraju występują czarnoziemy, zaś na południowym wschodzie – gleby płowe. Równiny i obniżenia są wykorzystywane rolniczo.

## Flora
Szata roślinna uległa przeobrażeniom na obszarach nizinnych i w kotlinach, gdzie pierwotnie pokrywały je łąki. Obecnie obszary te zajmują tereny rolnicze. Naturalna roślinność skupia się na obszarach górskich. Ze względu na rzeźbę w kraju występuje piętrowość roślinna. Dolne partie gór porastają lasy mieszane, gdzie występują lasy bukowe i bukowo-jodłowe. Wyżej las przechodzi w strefę iglastą, gdzie rosną świerki z domieszką modrzewia. Górna granica lasu przebiega między 1600 a 2000 m n.p.m. Ponad lasami rosną zarośla, głównie kosodrzewiny, a także różaneczniki. Piętro wysokogórskie reprezentują łąki alpejskie – hale, gdzie występuje roślinność trawiasta, która wraz ze wzrostem wysokości przechodzi w nagie skały. W skład roślinności alpejskiej wchodzą szarotka, goryczka, goździk alpejski, arnika i wrzos. Na wschodnim pogórzu Alp występuje przewaga lasów liściastych, gdzie rosną dęby graby i buki. W dolinie Dunaju rosną lasy łęgowe. Tereny leśne zajmują w Austrii 39% powierzchni.

## Fauna
Fauna w Austrii jest charakterystyczna dla kontynentu europejskiego obszaru klimatu umiarkowanego. W lasach w Austrii żyją typowe zwierzęta leśne, jakie można zobaczyć w wielu lasach w państwach w Europie. Z dużych ssaków w lasach w Austrii żyją jelenie, sarny i dziki, a także bardzo małe populacje niedźwiedzi brunatnych. Z drobnej zwierzyny liczne są ssaki oraz bardzo dużo innych gatunków zwierząt leśnych spotykanych w lasach w Europie. Wysoko ponad obszarami lasów żyją kozice i świstaki. Z ptaków wysokogórskich dominują orły i jastrzębie, a do gatunków leśnych i nizinnych – bażanty, kuropatwy i ptaki wodne.

## Ekologia i ochrona przyrody
Od początku lat 90. XX wieku Austriacy walczą z kilkoma problemami ekologicznymi. Jednym z nich jest zanieczyszczenie powietrza spowodowane wzrastającym ruchem samochodowym i emisją spalin. Ruch na drodze przez przełęcz Brenner wzrósł z 600 tysięcy pojazdów rocznie w latach 70. do ponad 10 milionów rocznie w latach 90. Jedna czwarta pojazdów przejeżdżających przez Austrię to samochody ciężarowe.
Alpejskie doliny, którymi prowadzą drogi, są niezwykle wrażliwe na zanieczyszczenia. W szczególności zagrożone są wąskie doliny o gorszej cyrkulacji powietrza. Inwersja temperatury, czyli masy zimnego powietrza uwięzione przy gruncie pod warstwą cieplejszego powietrza, również przyczynia się do zanieczyszczenia powietrza.
Austria negocjowała z Unią Europejską w sprawie ustawienia limitów dla ruchu w Alpach, szczególnie w Tyrolu. Proponowano też przewożenie części towarów koleją. Ekolodzy zaproponowali między innymi przebicie tunelu podziemnego z Garmisch-Partenkirchen w południowych Niemczech do Bolzano w północnych Włoszech. Do zanieczyszczenia powietrza przyczynia się także klimat. Wiejące z północnego zachodu wiatry przynoszą ze sobą część zanieczyszczeń z zagranicy. Do granic Austrii docierają też zanieczyszczenia znad krajów byłego bloku wschodniego.
Z powodu zanieczyszczenia powietrza do 1991 roku 37% lasów Austrii zostało uszkodzonych przez kwaśne deszcze. Uszkodzenie drzew powoduje miejscami zanikanie lasów, które chronią położone w dolinach miejscowości przed lawinami i osunięciami gruntu. W latach 70. w związku rosnącymi problemami ekologicznymi zaczęto działać na rzecz ochrony środowiska. W wyniku referendum w 1978 zamknięto nowo wybudowaną elektrownię jądrową i zaprzestano tego sposobu uzyskiwania energii. W 1984 sprzeciw obywateli spowodował porzucenie planów wybudowania elektrownia wodnej na terenach podmokłych.